# Tacuru (Mato Grosso del Sur)
Tacuru es un municipio brasileño ubicado en el sur del estado de Mato Grosso del Sur, fue fundado 13 de mayo de 1980.
Situado a una altitud de 372 m s. n. m., su población según los datos del IBGE es de 9554 habitantes, posee una superficie de 1785 km², dista de 442 km de la capital estatal Campo Grande. Además del portugués, la ciudad tiene el guaraní como idioma oficial.
El primer prefeito (alcalde) fue Ayrton de Lima Mello, elegido tras una larga votación en 1982.